# ОШ „Добросав Радосављевић Народ” Мачванска Митровица
ОШ „Добросав Радосављевић Народ” једна је од основних школа у Сремској Митровици. Налази се у улици Мачвански кеј 29, у Мачванској Митровици.

## Историјат
Школство у Мачванској Митровици датира од 1834. године, када је некадашњи турски хан који се налазио поред скеле на Сави био прва зграда школе. Следећа школска зграда је саграђена 1872. у центру. Почетком 20. века грађен је одбрамбени насип до кад је радила и та школска зграда. Године 1903. је Крста Остојић изградио нову школу у центру, која је радила до 1964. Данас представља заштићени споменик културе, испред које су засађена два црна бора. 
Године 1904. је школовање било обавезно за сву варошку децу. Први учитељ је био Петар Димитријевић из Меленаца. Бројали су око двадесет ученика, а предмети су били молитва, катихизма, црквана историја, познавање слова, срицање буквара, читање чаславца и псалтира, вежбање рачуна сва четири вида (сабирање, одузимање, множење и дељење) и вежбање рукописа. Следећи учитељ је био Јеремија Ђорђевић. Школа није радила 1914—1918. због ратног стања. Услед великог поваћања ученика школска зграда није могла да прими све ученике па се настава изводила и у Милованчевићевој кући. Године 1960. је школа из Салаша Ноћајског спојена са школом у Мачванској Митровици. Године 1962. им се придружила и школа у Засавици 2.
Следеће године је изграђена нова школска зграда, а 8. јануара 1964. су се преселили у нову зграду са 635 ученика. Године 1967, услед повећања броја ученика, дограђене су још две учионице. Године 1976. је интегрисана тако да је матична школа била у Мачванској Митровици са шест издвојених одељења: Салаш Ноћајски, Ноћај – осморазредна школа, Раденковић, Равње – осморазредна школа, Засавица 1 и Засавица 2. Године 2016. је почела изградња прве фазе нове школске зграде рушењем фискултурне сале и кабинета техничког образовања. Септембра 2018. су се преселили у нову школску зграду. Током лета 2019. срушен је остатак старе школске зграде и приремљен терен за наставак друге фазе (фискултурна сала, кабинет техничког образовања, продужени боравак, кухиње и трпезарије).